# Ernst Meister (Geologe)
Ernst Meister (* 21. September 1887 in Schmiedeberg im Riesengebirge; † September 1939) war ein deutscher Geologe.

## Leben
Meister begann an der Friedrichs-Universität Halle Geologie zu studieren und wurde 1925 im Corps Normannia-Halle aktiv. Als Inaktiver wechselte er an die Schlesische Friedrich-Wilhelms-Universität. Am Geologischen Institut schrieb er seine Doktorarbeit über den Lias in Nordanatolien. 1913 wurde er zum Dr. phil. promoviert.
Als Kriegsfreiwilliger im Ersten Weltkrieg war er Leutnant und Abteilungsadjutant in einem Feldartillerie-Regiment. Bis zu seiner zweiten schweren Verwundung bei der Deutschen Frühjahrsoffensive 1918 kämpfte er ununterbrochen an der Kriegsfront. Für sein Wirken erhielt Meister beide Klassen des Eisernen Kreuzes sowie das Ritterkreuz des Königlichen Hausordens von Hohenziollern mit Schwertern.
Im Juni 1919 ging er zur Preußischen Geologischen Landesanstalt. Er kartografierte unter anderem Schlesien, insbesondere die Wasserversorgung und die bis dahin kaum bekannten Quellen der Heilbäder. Er wurde Professor und Staatsgeologe des Freistaats Preußen. Die Wehrmacht verpflichtete ihn 1935 zugleich als Wehrgeologen. 1939 starb er mit 52 Jahren.

## Werke
- Über den Lias in Nordanatolien nebst Bemerkungen über das gleichzeitig vorkommende Rotliegende und die Gosaukreide. Stuttgart 1913
- mit Hans Cloos: Bau und Bodenschätze Osteuropas. Leipzig 1921
- Geologische Karte von Preussen und benachbarten Bundesstaaten. 1923, 1925, 1926